# Водиньи
Водиньи́ (фр. Vaudigny) — коммуна во французском департаменте Мёрт и Мозель, региона Лотарингия. Относится к  кантону Аруэ.

## География

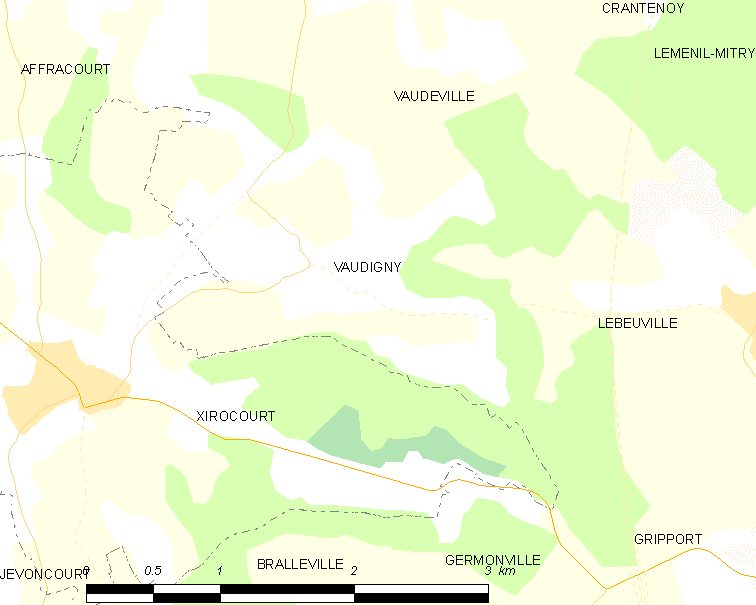
Карта окрестностей Водиньи.

Водиньи расположен на северо-востоке Франции в 29 км на юг от Нанси. Соседние коммуны: Аруэ и Водевиль на севере, Лемениль-Митри на северо-востоке, Лебёвиль на востоке, Жермонвиль и Бральвиль на юге, Жевонкур и Ксирокур на юго-западе, Аффракур на северо-западе.

## История
С 1971 по 1983 годы Водиньи и Орм-э-Виль входили в более крупную коммуну Мениль-сюр-Мадон, которая стала Крантенуа.

## Демография
Население коммуны на 2010 год составляло 56 человек.
| 1962 | 1968 | 1975 | 1982 | 1990 | 1999 | 2010 |
| ---- | ---- | ---- | ---- | ---- | ---- | ---- |
| 48   | 49   | 52   | 44   | 46   | 41   | 56   |